# Eurovision Young Musicians 2000
Der 10. Eurovision Young Musicians (EYM) fand zwischen dem 10. und 15. Juni 2000 in der Grieghalle in Bergen statt. Erstmals wurde der Wettbewerb in Norwegen ausgetragen. Sieger wurde der polnische Pianist Stanisław Drzewiecki.

## Teilnehmer

Länder, die 2000 teilgenommen haben
Länder, die bereits im Halbfinale ausgeschieden sind
Länder, die in der Vergangenheit teilgenommen haben, jedoch nicht 2000

Die Anzahl der Teilnehmer stieg im Vergleich zum Vorjahr um 6 Länder auf 24 an. Zwar zogen sich Portugal und die Slowakei zurück, jedoch kehrten mit Belgien, Frankreich, den Niederlanden, Russland und Ungarn 5 Länder zurück. Erstmals nahmen Tschechien und die Türkei am Wettbewerb teil.

## Format
Jedes Land schickt einen Musiker, welcher nicht älter als 19 Jahre ist, zum Wettbewerb. Dieser spielt dann ein Instrument und stellt mit diesem ein Stück vor. Da die Anzahl der Teilnehmer den Zeitrahmen für ein Finale sprengen würde, gab es zwei Halbfinale. So entschied eine professionelle Jury am Ende lediglich acht Länder, die im Finale auftreten werden.
Die Jury entscheidet daraufhin ebenfalls die ersten drei Plätze dort. Folgende Juroren saßen 2000 in der Jury:
- Esa-Pekka Salonen (Vorsitzende)[2]
- Michael Thompson
- Beata Schanda
- Michael Collins
- Boris Kuschnir
- Evelyn Glennie
- Leif Ove Andsnes

## Halbfinale
Folgende Länder schieden in den zwei Halbfinalen aus:
| Land                   | Interpret                  | Instrument |
| ---------------------- | -------------------------- | ---------- |
| Belgien                | Yossif Ivanov              | Violine    |
| Dänemark               | Andrea Gyarfas             | Violine    |
| Deutschland            | Martin Helmchen            | Klavier    |
| Estland                | Anna-Liisa Bezrodny        | Violine    |
| Griechenland           | Theodorou Andreas-Polandos | Posaune    |
| Irland                 | Rebecca Čápová             | Klavier    |
| Kroatien               | Jan Jankovic               | Waldhorn   |
| Lettland               | Ieva Rūtentāle             | Querflöte  |
| Schweden               | David Gammelgård           | Cello      |
| Schweiz                | Nathalie Amstutz           | Harfe      |
| Slowenien              | Kristijan Kranjčan         | Cello      |
| Spanien                | Jelena Pogoszova           | Violine    |
| Tschechien             | Monika Vavrinková          | Violine    |
| Türkei                 | Ayşedeniz Gökçin           | Klavier    |
| Vereinigtes Königreich | Guy Johnston               | Cello      |
| Zypern                 | Roman Kariolou             | Violine    |

## Finale
Das Finale fand am 15. Juni statt. 8 Länder nahmen teil, wobei nur die ersten drei Plätze bekanntgegeben wurden.
| Platz | Startnr. | Land        | Interpret            | Instrument | Stück                                                                                       |
| ----- | -------- | ----------- | -------------------- | ---------- | ------------------------------------------------------------------------------------------- |
| 1.    | 2        | Polen       | Stanisław Drzewiecki | Klavier    | Piano Concerto in E minor, op. 11, 3rd movement von Frederic Chopin                         |
| 2.    | 6        | Finnland    | Timo-Veikko Valve    | Cello      | Rondo for Cello and Orchestra, op. 94 von Antonín Dvořák                                    |
| 3.    | 8        | Russland    | Nikolai Tokarew      | Klavier    | Piano Concerto in E minor, op. 11, 3rd movement von Frederic Chopin                         |
| –     | 1        | Österreich  | Martin Grubinger     | Schlagzeug | Canis Familiaris (Concertino für Schlagwerksolo und Orchester, op. 23) von Bruno Hartl      |
| –     | 3        | Ungarn      | Ödön Rácz            | Kontrabass | Gran fantasia sulla Lucia di Lammermoor per contrabasso ed orchestra von Giovanni Bottesini |
| –     | 4        | Frankreich  | David Guerrier       | Trompete   | Concertino pour trompette von André Jolivet                                                 |
| –     | 5        | Norwegen    | David Coucheron      | Violine    | Carmen Fantasy von Franz Waxman                                                             |
| –     | 7        | Niederlande | Gwyneth Wentink      | Harfe      | Harp Concerto, op. 25, 3rd movement von Alberto Ginastera                                   |

## Übertragung
Folgende Fernsehsender übertrugen die Veranstaltung:
| Land                   | Sender              |
| Teilnehmende Länder    | Teilnehmende Länder |
| ---------------------- | ------------------- |
| Dänemark               | DR                  |
| Deutschland            | ZDF                 |
| Estland                | ETV                 |
| Finnland               | Yle TV1             |
| Frankreich             | France 3            |
| Griechenland           | ERT                 |
| Irland                 | RTÉ                 |
| Kroatien               | HRT                 |
| Lettland               | LTV                 |
| Norwegen               | NRK                 |
| Österreich             | ORF                 |
| Polen                  | TVP2                |
| Schweden               | SVT                 |
| Schweiz                | SRG SSR             |
| Slowakei               | STV                 |
| Slowenien              | RTV SLO             |
| Spanien                | TVE                 |
| Tschechien             | ČT                  |
| Türkei                 | TRT                 |
| Vereinigtes Königreich | BBC                 |
| Zypern                 | CyBC                |